# Касулу
Касулу е вторият по големина (след община Кигома-Уджиджи) град в регион Кигома и тринадесетият по население град в Танзания с население от 208 244 към 2012 г.

## Местоположение
Касулу се намира в северозападна Танзания, близо до международната граница с Република Бурунди. Градът се намира в центъра на район Касулу, регион Кигома. Намира се на приблизително 78 км, по автомобилен път, североизточно от Кигома, административния център на региона, и на около 800 км, по автомобилен път, северозападно от Додома, столицата на Танзания.

## Население
Към 1988 г. населението на града е 19 324 души. Според националното преброяване от 2012 г. населението на Касулу е 208 244, като в следващите години продължава да расте – 224 880 души през 2015 г.; 229 218 души през 2016 г., 234 452 през 2017 г. Говоримите езици са кисуахили и ха.